# ابراهیم‌آباد سفلی
ابراهیم‌آباد سفلی روستایی در دهستان میامی بخش مرکزی شهرستان میامی استان سمنان ایران است.

## جمعیت
بر پایه سرشماری عمومی نفوس و مسکن در سال ۱۳۹۵ جمعیت این روستا ۵۵۴ نفر (۱۸۸خانوار) بوده‌است.